# فرودگاه منطقه‌ای میدل جورجیا
فرودگاه منطقه‌ای میدل جرجیا (به انگلیسی: Middle Georgia Regional Airport) (به زبان بومی: Cochran AAF) یک فرودگاه همگانی با کد یاتا MCN است که یک باند فرود آسفالت دارد و طول باند آن ۱۹۸۲ متر است. این فرودگاه در کشور ایالات متحده آمریکا قرار دارد و در ارتفاع ۱۰۷٫۹ متری از سطح دریا واقع شده‌است.